# Вальтер (бронетрактор)
«Вальтер» — нереализованный проект бронеавтомобиля на базе полноприводного колёсного трактора-тягача фирмы Walter (США). Разработан в 1916 году по заказу ГАУ Русской Императорской армии на Путиловском заводе. Проектом предполагалось полноценное закрытое бронирование и вооружение в составе 76,2-мм противоштурмовой пушки. Работы над проектом прекращены в конце 1916 года в связи с выявленными недостатками ходовой части трактора.